# 2014-es magyar labdarúgó-szuperkupa
A 2014-es magyar labdarúgó-szuperkupa a szuperkupa 17. kiírása volt, amely tradicionálisan az új szezon első mérkőzése.
A szuperkupa az előző szezon első osztályú bajnokságának és a magyar kupa győztesének évenkénti mérkőzése. A találkozót az Újpest FC és a Debreceni VSC játszotta.
A trófeát az Újpest FC hódította el büntetőpárbajjal, mivel a magyar labdarúgó szuperkupa kiírásának értelmében, ha a rendes játékidőben döntetlen az állás, akkor nincs hosszabbítás, hanem egyből büntetőrúgások következnek. A budapesti csapat története során harmadszorra nyerte meg a szuperkupát (1992, 2002, 2014).

## Előzmények
Az egyik résztvevő a 2013–14-es OTP Bank Liga győztese, a története során hetedszerre bajnokságot nyerő Debreceni VSC gárdája.
A mérkőzés másik résztvevője az Újpest FC. A csapat 2014. május 25-én a Diósgyőri VTK-t hosszabbítás után, büntetőpárbajjal verte a magyar kupa 2013–14-es kiírásának fináléjában (4–3), ezáltal begyűjtve kilencedik magyar kupa-sikerüket.

## A mérkőzés helyszíne

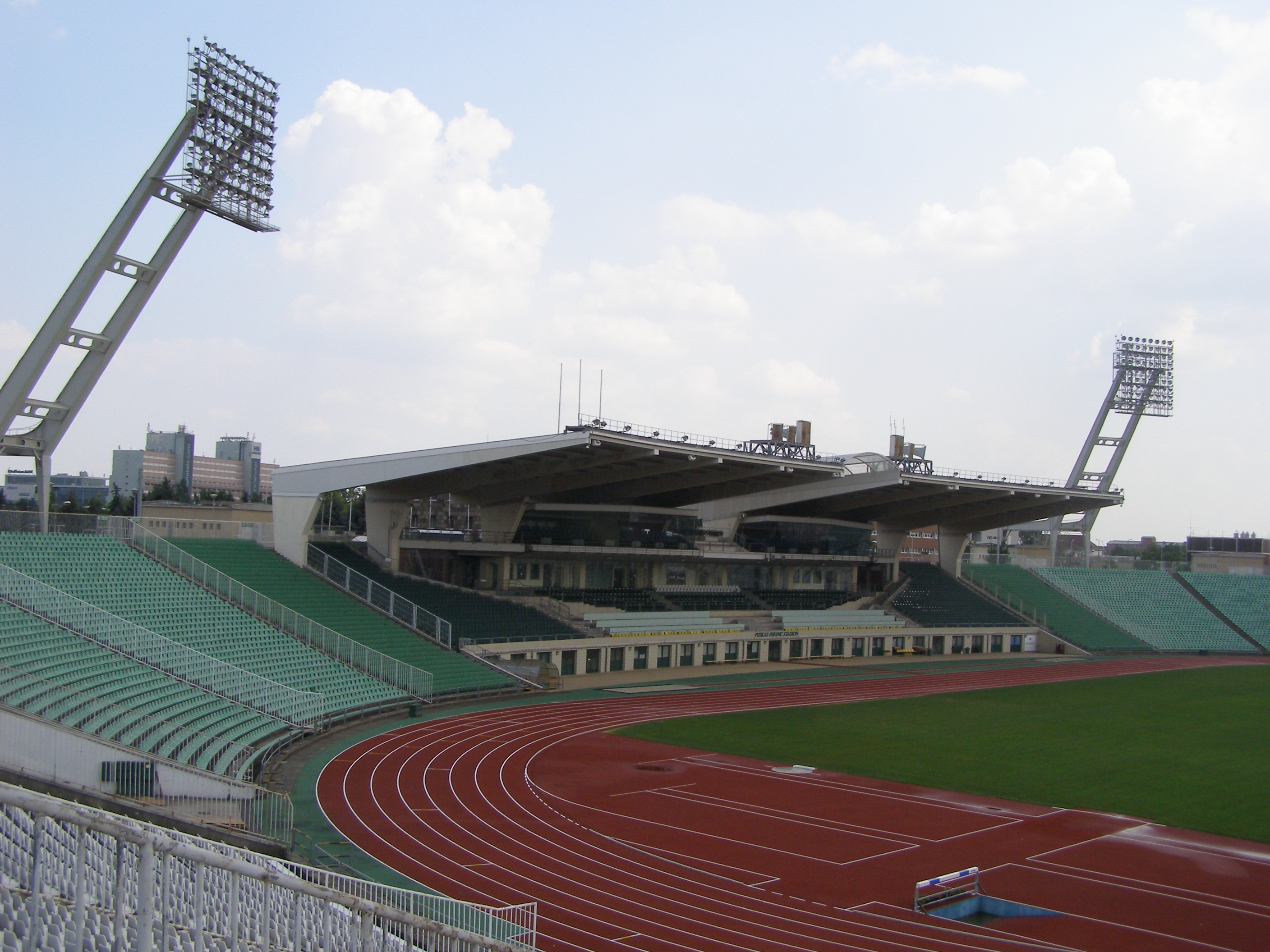
Puskás Ferenc Stadion

A Magyar Labdarúgó-szövetség úgy határozott, hogy a finálét a budapesti Puskás Ferenc Stadionban rendezik meg. Az ország legnagyobb stadionja hatodik alkalommal adhatott otthont szuperkupa-döntőnek (legutóbb 2013-ban).

## A mérkőzés

### Az összeállítások
| 2014. július 11. 20:30 |

| Debreceni VSC                          | 0–0               | Újpest FC                                    |
| -------------------------------------- | ----------------- | -------------------------------------------- |
| Varga 64'                              | (0–0) Jegyzőkönyv | Balogh 50'                                   |
| Büntetőpárbaj                          |                   |                                              |
| Sidibe Bódi Jovanović Tisza Varga Máté | 4–5               | Vasiljević Nagy Litauszki Simon Balogh Heris |

| Puskás Ferenc Stadion Nézőszám: 2 000 Játékvezető: Kassai Viktor (magyar) |

| Debreceni VSC | Újpest FC |

Használt rövidítések (magyar rövidítés – angol rövidítés – poszt):
| - KA – GK – kapus - V – DF – hátvéd - S – SW – söprögető - JV – RB – jobb oldali védő - KV – CB – középső védő - BV – LB – bal oldali védő - JSZV – RWB – jobb szélső védő - BSZV – LWB – bal szélső védő | - KP – MF – középpályás - VKP – DM – védekező középpályás - BKP – LM – bal oldali középpályás - KKP – CM – középső középpályás - JKP – RM – jobb oldali középpályás | - JSZ – RW – jobb szélső - BSZ – LW – bal szélső - TKP – AM – támadó középpályás | - CS – ST, FW – csatár - JCS – RF – jobb oldali csatár - KCS – CF – középső csatár - BCS – LF – bal oldali csatár |

| DEBRECENI VSC: |    |                      |     |
|                |    |                      |     |
| K              | 45 | Nenad Novaković      |     |
| JV             | 13 | Lázár Pál            | 74' |
| V              | 18 | Máté Péter           |     |
| V              | 17 | Mészáros Norbert     |     |
| BV             | 14 | Vadnai Dániel        |     |
| JKP            | 10 | Rene Mihelič         | 46' |
| VKP            | 33 | Varga József         | 64' |
| KTK            | 8  | Selim Bouadla        |     |
| JTK            | 27 | Bódi Ádám            |     |
| JCS            | 70 | Kulcsár Tamás        | 30' |
| BCS            | 44 | Tisza Tibor          |     |
| Cserék:        |    |                      |     |
| K              | 87 | Verpecz István       |     |
| V              | 24 | Igor Morozov         |     |
| KP             | 24 | Dušan Brković        |     |
| KP             | 69 | Korhut Mihály        |     |
| KP             | 77 | Aleksandar Jovanović | 46' |
| CS             | 88 | L´Imam Seydi         | 30' |
| CS             | 26 | Ibrahima Sidibe      | 74' |
| Vezetőedző:    |    |                      |     |
| Kondás Elemér  |    |                      |     |

| ÚJPEST FC:        |    |                      |     |
|                   |    |                      |     |
| K                 | 1  | Balajcza Szabolcs    |     |
| JV                | 25 | Vadász Viktor        |     |
| V                 | 3  | Jonathan Heris       |     |
| V                 | 5  | Litauszki Róbert     |     |
| BV                | 17 | Forró Gyula          |     |
| VKP               | 8  | Balogh Balázs        | 50' |
| VKP               | 6  | Dušan Vasiljević     |     |
| VKP               | 14 | Nagy Gábor           |     |
| JTK               | 7  | Simon Krisztián      |     |
| KTK               | 4  | Filip Stanisavljević | 86' |
| BTK               | 99 | Asmir Suljić         | 62' |
| Cserék:           |    |                      |     |
| K                 | 36 | Marko Dmitrović      |     |
| KP                | 15 | Aristote Mboma       | 62' |
| V                 | 28 | Nagy János           | 86' |
| V                 | 32 | Holdampf Gergő       |     |
| CS                | 22 | Kabát Péter          |     |
| Vezetőedző:       |    |                      |     |
| Nebojša Vignjević |    |                      |     |

Asszisztensek:

Tóth II. Vencel (magyar) (partvonal)

Kispál Róbert (magyar) (partvonal)

Vad II István (magyar) (alapvonal)

Fábián Mihály (magyar) (alapvonal)

Negyedik játékvezető:

Erős Gábor (magyar)

### Statisztika
| Összesen        | Debrecen | Újpest |
| --------------- | -------- | ------ |
| Gól             | 0        | 0      |
| Lövés           | 8        | 13     |
| Kapura lövés    | 3        | 4      |
| Szöglet         | 6        | 2      |
| Szabálytalanság | 8        | 11     |
| Les             | 0        | 2      |
| Sárga lap       | 1        | 1      |
| Piros lap       | 0        | 0      |